# Vladímir Putin en los sellos postales

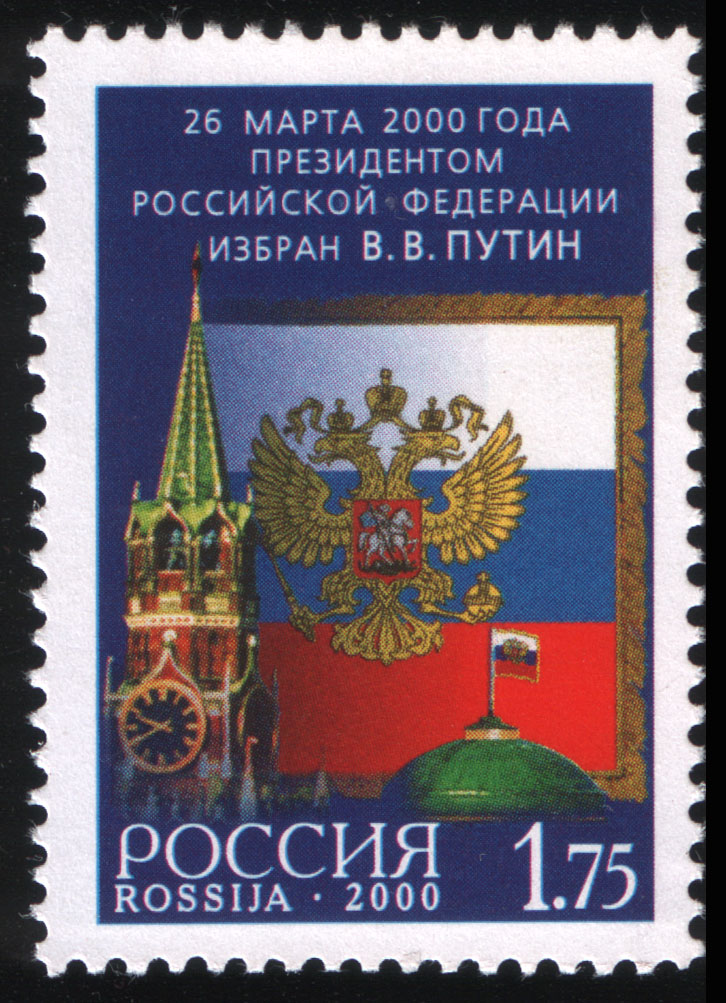
Inauguración de Vladímir Putin, Presidente de Rusia (2000)

Vladímir Putin en los sellos postales cubre la temática filatélica tanto de sellos como otros materiales de franqueo y colección, en relación con la figura de Vladímir Putin.
Según el director ejecutivo de la Unión de Filatelistas de Rusia Viktor Sinegubov, Putin mismo es coleccionista de estampillas postales de personas famosas.

## Descripción
Esta temática incluye los materiales filatélicos con las imágenes de Putin, con sus frases, referencias nominales, sus visitas (por ejemplo, la cumbre con Bush en Eslovaquia), y también lugares, donde vivió, trabajó o estuvo.

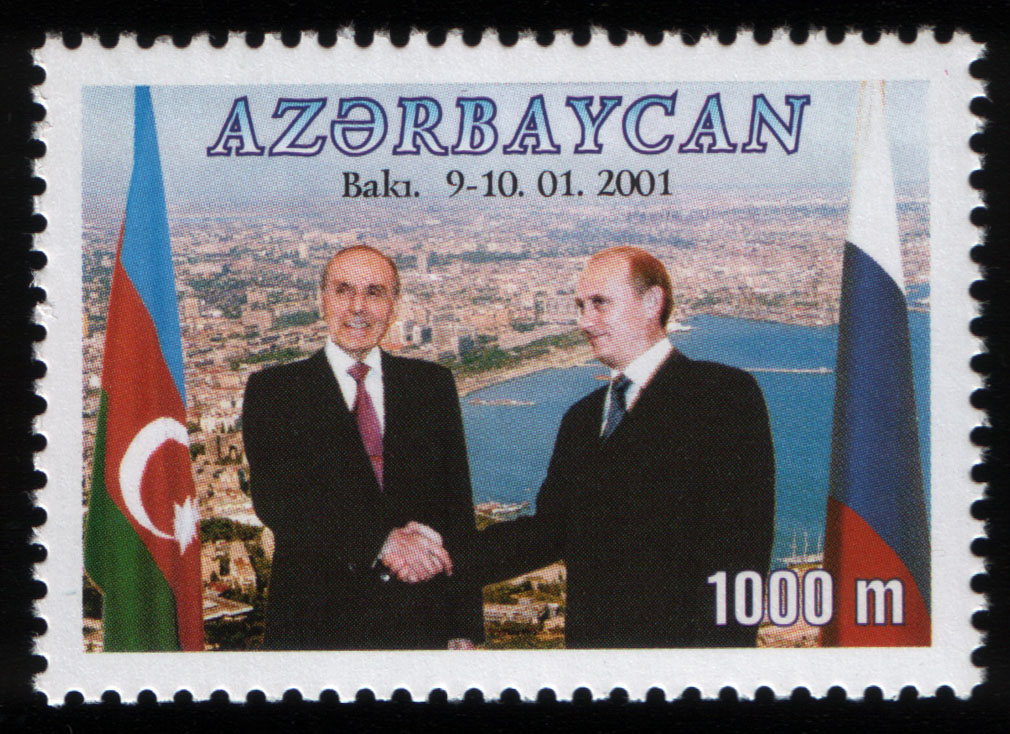
En compañía de H. Aliev, en un sello azerí (2001)
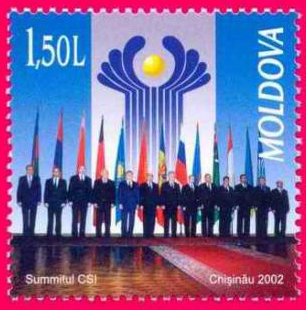
Cumbre de la Comunidad de Estados Independientes en Chisinau. Sello de Moldavia (2002)
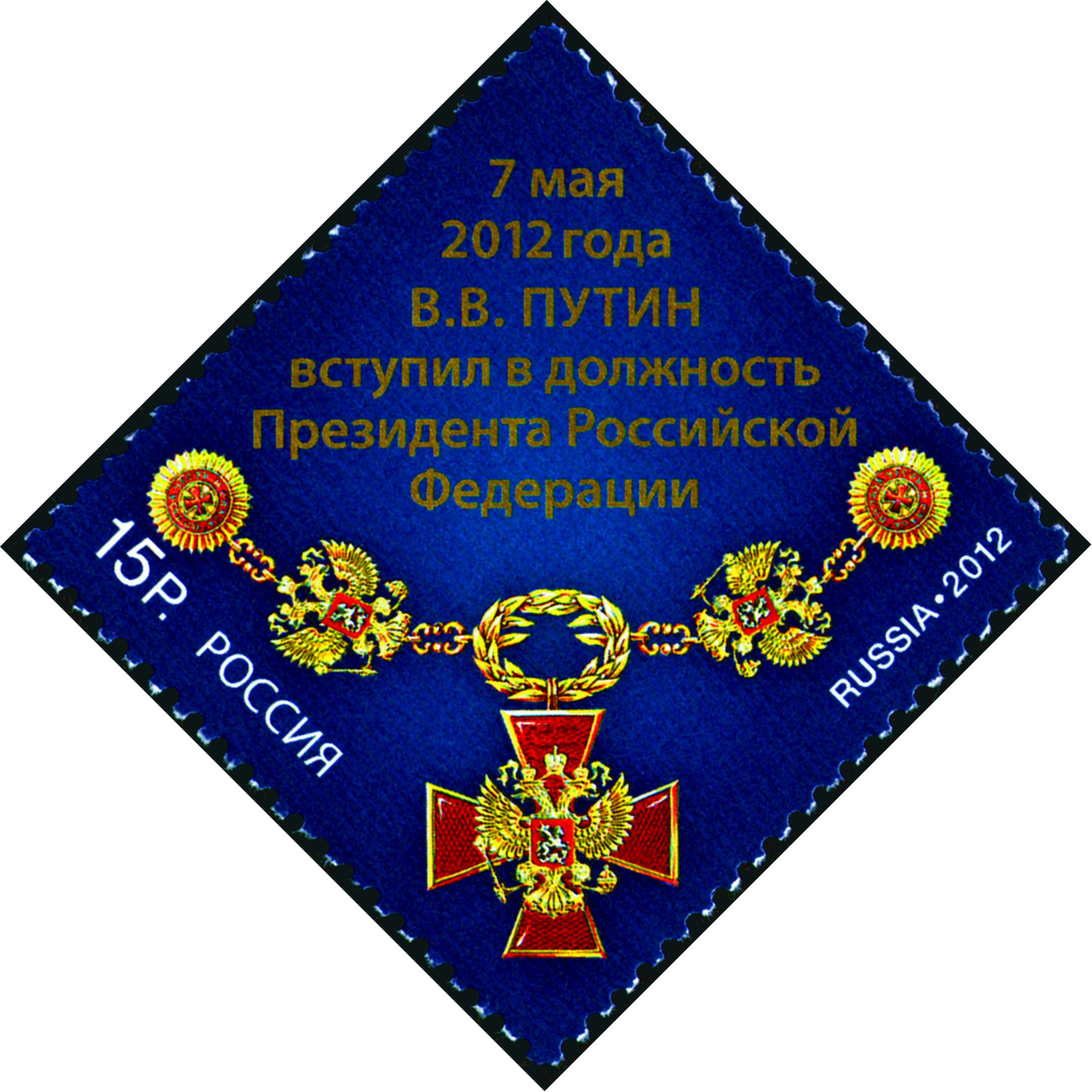
2012